# Pierre Corneille (poire)
La Pierre Corneille est une variété de poire.

## Origine
La variété Pierre Corneille est mise sur le marché vers 1900. C'est un croisement entre Beurré Diel et Doyenné du Comice.

## Arbre
Le poirier se montre résistant, tant aux maladies qu'aux ravageurs.
La variété Pierre Corneille a un port érigé.
De bonne vigueur, sa production est forte, régulière et sa mise à fruits rapide.

## Fruit
Cette poire a une peau couleur bronze, à chair fondante et saveur mi-sucrée.
C'est un fruit de bonne qualité.
L'arbre produit régulièrement des fruits moyens à gros (240 g), jaune clair à stries cuivrées. La chair est assez ferme, fine, juteuse, très sucrée et d'un parfum agréable.
Récoltée mi septembre, la poire se conserve 3 à 4 mois.
Il convient en général de la laisser hors du frigo quelques jours, à température ambiante, avant de la consommer, de sorte qu’elle arrive au terme de son mûrissement,.

#### Ouvrages
- André Leroy, « Dictionnaire de Pomologie », Poires, tomes  I et II, Imprimeries Lachaire à Angers.
- H. Kessler : « Pomologie illustrée », Imprimeries de la Fédération S.A, Berne, ISBN
- Georges Delbard, « Les Beaux fruits de France d’hier », Delbard, Paris, 1993,  (ISBN 2-950-80110-2).
- Alphonse Mas, Le verger (1865-1870) et La pomologie générale (1872-1883). Le verger, tome 1, poires d'hiver, planche, 1865, aquarelles du verger, Le Verger français, tome 1, 1947.

#### Revues et publications
- Revue « Fruits Oubliés », no 54.